# Него, Лоик
Лои́к Него́ (фр. Loïc Nego; род. 15 января 1991, Париж) — венгерский и французский футболист, защитник клуба «Гавр» и сборной Венгрии. Участник чемпионата Европы 2020. Чемпион Европы среди юношей — 2010.

## Клубная карьера
Лоик Него — воспитанник футбольного клуба «Нант». Дебютировал в команде 14 мая 2010 года в матче Лиги 2 против «Кана». Этот матч остался для защитника единственным в сезоне.
В следующем сезоне Него сыграл за «Нант» 15 матчей, 12—в Лиге 2 и 3—в кубке Франции. В матче 1/32 финала Него забил свой первый гол за «Нант» (в ворота клуба «Коньяк»).
Летом 2011 года защитник перешёл в итальянский клуб «Рома». В сезонах 2011/12 и 2012/13 выступал за молодёжный состав команды из Рима.
31 января 2013 года был отдан в аренду до конца сезона льежскому «Стандарду».
31 августа 2015 на постоянной основе присоединился к клубу «Фехервар».

## Международная карьера
Лоик Него выступал за юношеские сборные Франции различных возрастов. В составе сборной до 19 лет принимал участие в победном для французов чемпионате Европы—2010. На турнире защитник провёл все 5 матчей. Годом позже Лоик Него участвовал в молодёжном чемпионате мира; на турнире сыграл 7 матчей и отдал голевую передачу на Ляказетта в матче со сверстниками из Южной Кореи.
В феврале 2019 года Него, долгое время выступавший в Венгрии, прошел процедуру натурализации и получил право играть за сборную Венгрии.
8 октября 2020 года был вызван в сборную Венгрии на игры Лиги наций УЕФА. Также выступил за сборную Венгрии в чемпионате Европы 2020 года.

## Достижения
Сборная Франции (до 19 лет)
- Чемпион Европы среди юношей (1): 2010

## Статистика
| Клуб             | Сезон            | Национальный чемпионат | Национальный чемпионат | Национальный чемпионат | Национальные кубки | Национальные кубки | Еврокубки | Еврокубки | Всего | Всего |
| Клуб             | Сезон            | Лига                   | Игры                   | Голы                   | Игры               | Голы               | Игры      | Голы      | Игры  | Голы  |
| ---------------- | ---------------- | ---------------------- | ---------------------- | ---------------------- | ------------------ | ------------------ | --------- | --------- | ----- | ----- |
| Нант             | 2009/10          | Лига 2                 | 1                      | 0                      | 0                  | 0                  | 0         | 0         | 1     | 0     |
| Нант             | 2010/11          | Лига 2                 | 12                     | 0                      | 3                  | 1                  | 0         | 0         | 15    | 1     |
| Всего за «Нант»  | Всего за «Нант»  | Всего за «Нант»        | 13                     | 0                      | 3                  | 1                  | 0         | 0         | 16    | 1     |
| Рома             | 2011/12          | Серия А                | 0                      | 0                      | 0                  | 0                  | 0         | 0         | 0     | 0     |
| Рома             | 2012/13          | Серия А                | 0                      | 0                      | 0                  | 0                  | 0         | 0         | 0     | 0     |
| Всего за «Рому»  | Всего за «Рому»  | Всего за «Рому»        | 0                      | 0                      | 0                  | 0                  | 0         | 0         | 0     | 0     |
| Всего за карьеру | Всего за карьеру | Всего за карьеру       | 13                     | 0                      | 3                  | 1                  | 0         | 0         | 16    | 1     |